# Terres d'Argentan Interco
Terres d’Argentan Interco est un établissement public de coopération intercommunale (EPCI) à fiscalité propre. Cette communauté de communes française est située dans le département de l'Orne et la région Normandie.

## Historique
La communauté de communes Argentan Intercom est créée le 1er janvier 2014 par fusion des communautés de communes du Pays d'Argentan, de la Plaine d'Argentan Nord et de la Vallée de la Dives,.
Elle fusionne à nouveau le 1er janvier 2017, cette fois avec la communauté de communes des Courbes de l'Orne et la communauté de communes du Pays du Haras du Pin. La nouvelle intercommunalité conserve le nom d'Argentan Intercom.
Lors d'une conférence de presse le 19 décembre 2022, le président d'Argentan Intercom annonce un changement de nom au 1er janvier 2023 pour Terres d'Argentan Interco. Ce changement a été voté au conseil communautaire le 24 janvier 2023 et fait l'objet d'un arrêté préfectoral le 12 mai 2023.

## Territoire communautaire

### Géographie
Située dans le centre du département de l'Orne, la communauté de communes Argentan Intercom regroupe 49 communes et s'étend sur 715,1 km2.

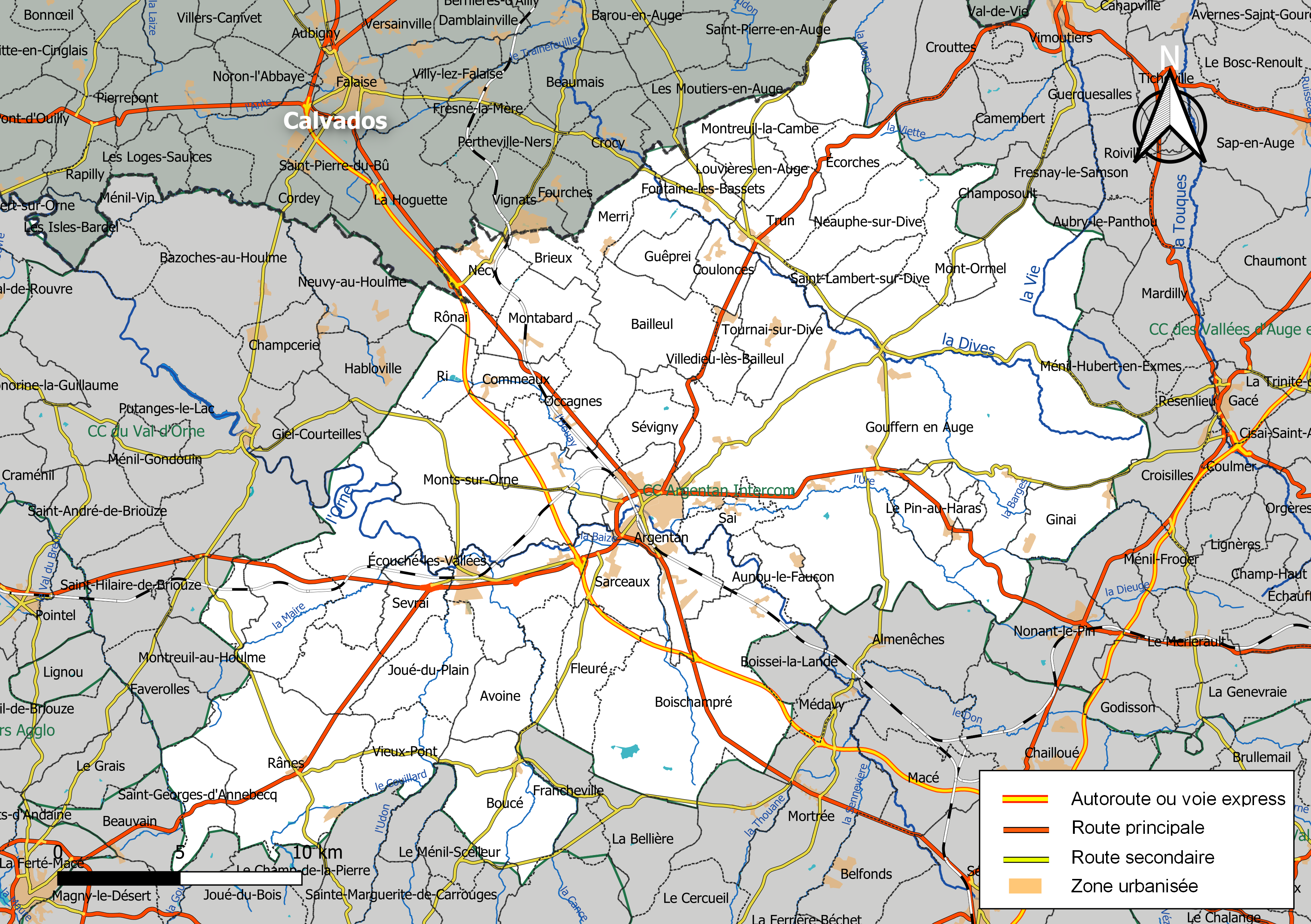
Carte de la communauté de communes Argentan Intercom au 1er janvier 2019.

### Composition
La communauté de communes est composée des 49 communes suivantes :

| Nom                       | Code Insee | Gentilé           | Superficie (km2) | Population (dernière pop. légale) | Densité (hab./km2) |
| ------------------------- | ---------- | ----------------- | ---------------- | --------------------------------- | ------------------ |
| Argentan (siège)          | 61006      | Argentanais       | 18,18            | 13 494 (2022)                     | 742                |
| Aunou-le-Faucon           | 61014      | Aunouais          | 6,69             | 247 (2022)                        | 37                 |
| Avoine                    | 61020      | Avoinais          | 9,43             | 217 (2022)                        | 23                 |
| Bailleul                  | 61023      | Bailleulais       | 16,67            | 608 (2022)                        | 36                 |
| Boischampré               | 61375      |                   | 46,4             | 1 173 (2022)                      | 25                 |
| Boucé                     | 61055      | Boucéens          | 20,39            | 567 (2022)                        | 28                 |
| Brieux                    | 61062      | Briociens         | 5,17             | 89 (2022)                         | 17                 |
| Commeaux                  | 61114      | Commelais         | 6,38             | 149 (2022)                        | 23                 |
| Coudehard                 | 61120      | Coudehardais      | 8,52             | 78 (2022)                         | 9,2                |
| Coulonces                 | 61123      | Coulonçois        | 6,15             | 212 (2022)                        | 34                 |
| Écorches                  | 61152      | Écorchois         | 9,71             | 104 (2022)                        | 11                 |
| Écouché-les-Vallées       | 61153      |                   | 41,23            | 2 193 (2022)                      | 53                 |
| Fleuré                    | 61170      | Fleuréens         | 11,8             | 205 (2022)                        | 17                 |
| Fontaine-les-Bassets      | 61171      | Fontenois         | 5,88             | 115 (2022)                        | 20                 |
| Ginai                     | 61190      | Ginéains          | 9,25             | 72 (2022)                         | 7,8                |
| Gouffern en Auge          | 61474      |                   | 165,79           | 3 644 (2022)                      | 22                 |
| Guêprei                   | 61197      | Guêpreins         | 7,1              | 146 (2022)                        | 21                 |
| Joué-du-Plain             | 61210      | Juvéplaniens      | 14,56            | 237 (2022)                        | 16                 |
| Juvigny-sur-Orne          | 61212      | Juvignasiens      | 3,3              | 119 (2022)                        | 36                 |
| La Lande-de-Lougé         | 61217      | Landais           | 4,95             | 57 (2022)                         | 12                 |
| Lougé-sur-Maire           | 61237      | Lougéens          | 13,58            | 314 (2022)                        | 23                 |
| Louvières-en-Auge         | 61238      | Louvièrois        | 6,22             | 95 (2022)                         | 15                 |
| Merri                     | 61276      | Merriens          | 5,81             | 151 (2022)                        | 26                 |
| Mont-Ormel                | 61289      | Mont-Ormellois    | 3,73             | 49 (2022)                         | 13                 |
| Montabard                 | 61283      | Montabardais      | 10,97            | 284 (2022)                        | 26                 |
| Montreuil-la-Cambe        | 61291      | Montreuillais     | 9,57             | 80 (2022)                         | 8,4                |
| Monts-sur-Orne            | 61194      |                   | 30,9             | 874 (2022)                        | 28                 |
| Moulins-sur-Orne          | 61298      | Moulinois         | 9,14             | 309 (2022)                        | 34                 |
| Neauphe-sur-Dive          | 61302      | Neauphéens        | 13,89            | 132 (2022)                        | 9,5                |
| Nécy                      | 61303      | Nécéens           | 7,8              | 526 (2022)                        | 67                 |
| Occagnes                  | 61314      | Occagnais         | 15,56            | 673 (2022)                        | 43                 |
| Ommoy                     | 61316      | Ommoyens          | 5,66             | 109 (2022)                        | 19                 |
| Le Pin-au-Haras           | 61328      |                   | 8,66             | 253 (2022)                        | 29                 |
| Rânes                     | 61344      | Ranais            | 34,18            | 1 042 (2022)                      | 30                 |
| Ri                        | 61349      | Rysopliens        | 7,39             | 157 (2022)                        | 21                 |
| Rônai                     | 61352      | Rônaiens          | 5,4              | 180 (2022)                        | 33                 |
| Sai                       | 61358      | Sayiens           | 5,04             | 227 (2022)                        | 45                 |
| Saint-Brice-sous-Rânes    | 61371      |                   | 9,45             | 139 (2022)                        | 15                 |
| Saint-Georges-d'Annebecq  | 61390      | Georgiens         | 9,35             | 167 (2022)                        | 18                 |
| Saint-Gervais-des-Sablons | 61399      | Saint-Gervaisiens | 8,8              | 71 (2022)                         | 8,1                |
| Saint-Lambert-sur-Dive    | 61413      | Saint-Lambertois  | 7,73             | 133 (2022)                        | 17                 |
| Sarceaux                  | 61462      | Sarcelliens       | 10,77            | 1 047 (2022)                      | 97                 |
| Sévigny                   | 61472      | Sévignaciens      | 7,67             | 309 (2022)                        | 40                 |
| Sevrai                    | 61473      | Sevrayens         | 8,11             | 285 (2022)                        | 35                 |
| Tanques                   | 61479      | Tanquais          | 6,22             | 157 (2022)                        | 25                 |
| Tournai-sur-Dive          | 61490      | Tournaisiens      | 12,4             | 295 (2022)                        | 24                 |
| Trun                      | 61494      | Trunois           | 9,12             | 1 183 (2022)                      | 130                |
| Vieux-Pont                | 61503      | Vipontois         | 9,67             | 200 (2022)                        | 21                 |
| Villedieu-lès-Bailleul    | 61505      | Théocitadins      | 4,71             | 207 (2022)                        | 44                 |

## Démographie
| 1968   | 1975   | 1982   | 1990   | 1999   | 2006   | 2011   | 2016   | 2022   |
| ------ | ------ | ------ | ------ | ------ | ------ | ------ | ------ | ------ |
| 34 377 | 35 767 | 36 298 | 35 999 | 36 180 | 34 989 | 34 732 | 34 078 | 33 374 |

## Politique et administration
L'ancien président de la communauté de communes du Pays d'Argentan et président du conseil régional de Basse-Normandie, Laurent Beauvais, a été élu président de la nouvelle communauté de communes le 3 janvier 2014. Il est réélu à la suite du renouvellement du conseil le 15 avril 2014. Il est à nouveau élu après la fusion du 1er janvier 2017. Le 15 juillet 2020, Frédéric Leveillé, actuel maire d'Argentan, devient à son tour président.
| Période      | Période       | Identité         | Étiquette | Qualité                                                      |
| ------------ | ------------- | ---------------- | --------- | ------------------------------------------------------------ |
| janvier 2014 | décembre 2016 | Laurent Beauvais | PS        | Président du conseil régional de Basse-Normandie (2008-2015) |

| Période      | Période      | Identité          | Étiquette | Qualité                                                 |
| ------------ | ------------ | ----------------- | --------- | ------------------------------------------------------- |
| janvier 2017 | juillet 2020 | Laurent Beauvais  | PS        | Ancien président du conseil régional de Basse-Normandie |
| juillet 2020 | En cours     | Frédéric Leveillé | PS        | Maire d’Argentan                                        |